# Marino Baldini
Marino Baldini (* 12. Juli 1963 in Poreč, SFR Jugoslawien) ist ein kroatischer Politiker der Socijaldemokratska partija Hrvatske.

## Leben
Baldini wurde am 1. Juli 2013 als Abgeordneter in das Europäische Parlament aufgenommen.